# Aleksander Gabszewicz
Aleksander Klemens Gabszewicz (6 de desembre de 1911 – 10 d'octubre de 1983) va ser un pilot de caça polonès, as de l'aviació durant la Segona Guerra Mundial, amb una marca de 9 ½ confirmats i dos probables.

## Biografia
Nascut a Szawle, llavors part de l'Imperi Rus, el 1931 s'allistà a l'exèrcit polonès. Servint primer com a sots-oficial d'infanteria, el 1938 es graduà a l'Acadèmia Àligues, amb seu a Dęblin, sent destinat a l'ala aèria del Cos de Defensa Fronterer. Just abans de la 2GM era oficial tàctic del IV/1 Grup de Caces.
Després de l'inici de la campanya de Polònia l'1 de setembre de 1939, cap a les 9 del matí, aconseguí la seva primera victòria, un Heinkel He 111 del 5.(K)/LG 1 sobre Ciechanów. D'acord amb alguns autors es tracta del primer avió alemany abatut durant la guerra.
Abatut aquell mateix dia, aconseguí arribar fins a França, sent comandant del 5 grup del Groupe de Chasse III/10, a Besançon. Allà, pilotant un Bloch 151, va abatre un Dornier Do 17.
Després de la capitulació francesa marxà al Regne Unit, on serví als esquadrons 607 i 303 Polonès. El desembre de 1940 va ser nomenat comandant de vol del 316 Polonès. El novembre de 1941 seria nomenat Comandant. Va ser destinat al Quarter General del Grup 11 al juny de 1942, i instructor del 58 OTU fins a juny de 1943. Llavors va ser nomenat Comandant d'Ala/Vol de la 2a Ala Polonesa i, finalment, de la 1a Ala Polonesa. També va estar destinat al 56è Grup de Caces de la USAAF el desembre de 1943, i comandant de la 131a Ala de la RAF al febrer de 1944, comandant l'ala durant la invasió de Normandia. Al febrer de 1945 va ser nomenat comandant de RAF Coltishall.
Acabà la guerra amb el rang de General Brygady pilot, continuant a l'exili al Regne Unit. Va morir a el 1983. Les seves cendres van ser tornades a Polònia el 1992 i dispersades sobre Varsòvia i Dęblin.

## Condecoracions
Creu d'Or de la Virtuti Militari
 Creu de Comandant amb Estrella de l'Orde Polònia Restituta
 Creu de Plata de la Virtuti Militari
 Creu al Valor amb 3 barres
 Orde del Servei Distingit amb Barra
 Creu dels Vols Distingits (Regne Unit)
 Creu de Guerra 1939-1945 (França)